# Federico II Hohenstaufen
Federico II de Hohenstaufen (Iesi, 26 de diciembre de 1194-Castel Fiorentino, 13 de diciembre de 1250), llamado «stupor mundi» ("asombro del mundo") y «puer Apuliae» ("hijo de Apulia"), fue rey de Sicilia y Jerusalén, y emperador del Sacro Imperio Romano Germánico. Es también uno de los escritores más representativos de la Escuela poética siciliana, que él mismo creó.

## Vida
Era nieto de Federico I Barbarroja y Rogelio II de Hauteville y una de las figuras más interesantes de la historia universal por sus cualidades extraordinarias y su carácter excéntrico, distinto a los hombres de su época y adelantado a ellos en más de un sentido. Su personalidad, poco convencional, lo llevaba a romper de continuo con los usos y costumbres de su tiempo, razón por la cual se le apodó ya en vida con el adjetivo «stupor mundi» (asombro o faro del mundo). Sus continuas desavenencias con el papado le valieron también el apodo de "Anticristo".

### Infancia

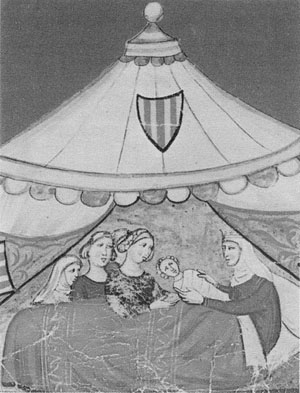
Nacimiento de Federico II.

Nació el 26 de diciembre de 1194 en Iesi (Ancona, Italia). Era hijo de Enrique VI, Emperador del Sacro Imperio Romano Germánico, y de Constanza, hija de Rogelio II, primer Rey de Sicilia. Según algunas fuentes, su nacimiento fue público, ocurriendo en una tienda, en plena plaza principal de Iesi, mientras su madre era arropada por algunos notables de Enrique VI; según parece, la avanzada edad de Constanza, que durante los ocho años previos se había mostrado estéril, sentaba dudas sobre la legitimidad de Federico, por lo que el nacimiento se habría celebrado de ese modo, a fin de establecer garantías sobre el origen del niño.
Enrique VI, en un primer momento, parece aceptar la elección de la mujer y con el nombre de Constantino, en el verano de 1196, el pequeño fue elegido Rey de Romanos por los príncipes alemanes en la Dieta Imperial de Fráncfort. Algunos meses más tarde, llegado el tiempo de la ceremonia bautismal, celebrada en Asís, el nombre del futuro soberano fue cambiado por el padre que, respetando la prioridad de la casa paterna en aplicación de la ley sálica, decide asignarle el nombre "in auspicium cumulande probitatis", de Friedric Roger Constantine: "Federico" para indicarlo en la futura guía de los príncipes alemanes como nieto de Federico Barbarroja, "Roger" para subrayar la legítima pretensión a la corona del Reino de Sicilia como descendiente de Rogelio II de Sicilia y "Constantino" para acomunarse con la Iglesia de Roma, que en el Medioevo indicaba la fuente de la propia autoridad terrena. Aquella fue la segunda y última ocasión en que Enrique VI vio a su hijo.
Federico nacía ya pretendiente de muchas coronas: si bien la imperial no era hereditaria, Federico era un válido candidato a Rey de Romanos (el título electivo de los sucesores elegidos del Sacro Emperador) que comprendía también las coronas de Italia y de Borgoña. Estos títulos aseguraban derechos y prestigio, pero no daban un poder efectivo, faltando en estos Estados una sólida estructura institucional controlada por el soberano. Estas coronas daban poder sólo si se era fuerte, de lo contrario sería imposible hacer valer los derechos reales sobre los feudatarios y sobre las comunas. Aparte, por vía materna había heredado la corona de Sicilia, donde en cambio existía un aparato administrativo bien estructurado para garantizar que la voluntad del soberano fuese aplicada, según la tradición de gobierno centralizado.
Al morir su padre Enrique VI en 1197, Federico se encontraba en Italia con la intención de cruzar hacia Alemania. Al llegar la noticia, el guardián de Federico, Conrado de Spoleto, abortó la expedición y llevó al niño a Palermo junto a su madre, donde permanecerá hasta el término de su educación. Su madre Constanza era por derecho propio heredera del reino de Sicilia, y para asegurar los derechos de su hijo lo nombró públicamente heredero al trono de Sicilia nada más llegar. La educación en Sicilia fue un elemento fundamental para formar su personalidad, debido a la civilización normando-árabe-bizantina presente en Sicilia.
La unión de los reinos de Alemania y de Sicilia no era vista con buenos ojos ni por los normandos, ni por el papa, que con los territorios que por diverso título componían los Estados Pontificios poseía una línea que habría interrumpido la unidad territorial del gran reino, haciéndolo sentirse en consecuencia rodeado.
A la muerte de su madre, Federico fue coronado Rey de Sicilia el 17 de mayo de 1198. Como quiera que los derechos imperiales del niño podían comprometer su propia vida, su madre nombraba en su testamento como tutor del niño al Papado. Así, el papa Inocencio III se encargó de la tutela de Federico hasta que fue mayor de edad. A fin de proteger al inexperto Rey contra sus enemigos, el papa le indujo a que se casara en 1209 con Constanza de Aragón y de Castilla, viuda del Rey Emerico de Hungría.

### Emperador
Otón de Brunswick fue coronado emperador como Otón IV por el papa Inocencio III en 1209, con la esperanza de acabar con la hegemonía de la casa de Hohenstaufen; la enemistad del papado con el padre de Federico, Enrique VI, y su abuelo, Federico Barbarroja, había sido notoria, al chocar las pretensiones imperiales de los Hohenstaufen con las papales, que pasaban por crear en Europa un gobierno teocrático central con el papa a la cabeza. Sin embargo, Otón IV no se mostró como el campeón papal esperado, y en septiembre de 1211 la Dieta Imperial de Núremberg decidió confirmar a Federico como Rey de Romanos, esto es, candidato electo para suceder a Otón IV. Otón se había enemistado con los tres arzobispos electores del Sacro Imperio (los de Maguncia, Colonia y Tréveris) y al pretender retomar, ahora para la Casa de Welf, el proyecto imperial de los Hohenstaufen, el papado lo había marcado como enemigo, e Inocencio III lo había excomulgado. Sin embargo, pudo mantener su posición hasta que fue derrotado en la batalla de Bouvines en el mes de julio de 1214 por las fuerzas del Rey Felipe II de Francia. Fue depuesto en 1215.
Federico fue de nuevo elegido en 1212 y coronado Rey de Romanos el 9 de diciembre de 1212 en Maguncia; una nueva ceremonia de coronación tuvo lugar al ser depuesto Otón IV en 1215. La autoridad de Federico en Alemania era débil, como lo demuestran las continuas confirmaciones de su elección. Sólo el sur de Alemania, donde se encontraban sus territorios patrimoniales (Suabia) lo reconocía con algún grado de adherencia a su causa; en el norte de Alemania, centro neurálgico del poder güelfo, Otón seguía ostentando el poder real e imperial pese a su excomunión. No obstante, su derrota en la batalla de Bouvines lo obligó a retirarse al núcleo güelfo, donde, prácticamente sin ningún apoyo, fue asesinado en 1218. Los príncipes electores alemanes, apoyados por Inocencio III, volvieron a confirmar una vez más a Federico como Rey de Romanos en 1215, y el propio papa lo coronó rey en Aquisgrán el 23 de julio de 1218. La política papal, por aquel entonces, había pretendido hacer de Federico un vasallo fiel a su causa; sin embargo, Inocencio III no se sentía lo suficientemente cómodo defendiendo la candidatura imperial de Federico, quien al fin y al cabo era miembro de la familia Hohenstaufen, una «estirpe de víboras», que era apoyada por muchas facciones gibelinas contrarias a los intereses papales. 
No fue hasta 1220 cuando, tras arduas negociaciones con Inocencio III y su sucesor Honorio III –que sucedió a aquel en 1216, y que había sido profesor del propio Federico–, Federico fue coronado Sacro Emperador Romano en Roma por el Papa, el 22 de noviembre de 1220. Al mismo tiempo, su hijo mayor, Enrique, fue coronado como Rey de Romanos. Las condiciones prometidas a cambio de la coronación fueron duras e incluían condonar la deuda pontificia, renunciar a la condición de legado apostólico en el Reino de Sicilia, socorrer al Imperio Latino de Constantinopla y embarcarse en una cruzada hacia Tierra Santa para recuperar los Santos Lugares. Federico, una vez coronado, no se mostró muy dispuesto a cumplir estas promesas, aunque habló de preparar una cruzada. Por su parte, casó a una hija suya con el emperador de Nicea, lo cual demostró a las claras su poco interés en socorrer al Imperio Latino de Constantinopla.
Federico no daba signos de querer abdicar al Reino de Sicilia, pero mantenía la firme intención de tener separadas las dos coronas. Alemania la dejaba a su hijo, pero, en cuanto emperador, conservaba la suprema autoridad. Habiendo crecido en Sicilia, es probable que se sintiese más italo-normando que alemán, pero sobre todo conocía bien el potencial del reino siciliano, con una floreciente agricultura, ciudades grandes y con buenos puertos, además de la extraordinaria posición estratégica en el centro del Mediterráneo.
A diferencia de la mayoría de los Emperadores del Sacro Imperio, Federico pasó poco tiempo en Alemania. En 1218 ayudó a Felipe II de Francia y al duque de Borgoña, Eudes III, a acabar con la guerra de sucesión en la Champaña, al invadir la Lorena, capturando y quemando Nancy, donde tomó prisionero a Teobaldo I de Lorena y le obligó a que retirara su apoyo al pretendiente champañés Erard de Brienne. Tras su coronación en 1220, Federico apenas si volvió a salir de Italia hasta 1236, salvo para la Sexta Cruzada. En 1236 hizo un viaje de un año a Alemania, y a su regreso en 1237, pasó el resto de su vida, 13 años, en el sur de Italia o en Sicilia.
En el Reino de Sicilia (usualmente llamado en aquel tiempo el Regnum), que entonces comprendía también el sur de Italia hasta la Campania, realizó una intensa y a veces impopular labor de reformas. Modificó las leyes de su abuelo Rogelio II de Sicilia, promulgando las Constituciones de Melfi en 1231; en ellas se reorganizaba el reino de Sicilia como una monarquía autoritaria, con un gobierno centralizado, renegando del feudalismo. Estas leyes continuaron siendo, con unas mínimas reformas, las leyes básicas de Sicilia hasta 1819. Por cierto que ciertas nuevas leyes contradecían su promesa al papa de renunciar a la legatura apostólica sobre el reino, la cual le daba derecho a controlar los asuntos eclesiásticos y a deponer y nombrar clérigos y obispos. De hecho, sus continuas refriegas con el papado en la forma de las luchas entre güelfos (pro-papales) y gibelinos (pro-emperador), sobre todo en el norte y sur de Italia, lo llevaron a promulgar nuevos impuestos y a elevar los antiguos en el Regnum, lo que aumentaron su impopularidad.
En general, sus asuntos lo alejaban de su capital, Palermo, y prefería pasar los momentos de asueto cazando en Campania o en Apulia. Durante este período se hizo construir, como pabellón de caza, Castel del Monte y, como patrón de las letras fundó en 1224 la Universidad de Nápoles, ahora llamada Università Federico II en su honor.

### Confederación con los Príncipes Eclesiásticos
El Tratado de la Iglesia con el Príncipe, o Confoederatio cum principibus ecclesiasticis, del 26 de abril de 1220 fue emanado de Federico II como concesión a los obispos alemanes para tener su colaboración en la elección de su hijo Enrique como Rey de Alemania. El documento representa una de las más importantes fuentes legislativas del Sacro Imperio Romano Germánico en el territorio alemán.
Con este acto Federico II renuncia a un cierto número de privilegios reales en favor de los príncipes-obispos. Fue un verdadero cambio en el equilibrio del poder, un nuevo diseño que debía llevar a mayores ventajas en el control de un territorio vasto y lejano.
Entre los muchos derechos adquiridos, los obispos asumieron el de acuñar moneda, decretar impuestos y construir fortificaciones. Además, éstos obtuvieron también la facultad de instituir tribunales en sus señoríos y de recibir la asistencia del rey o del emperador para hacer respetar los juicios emanados en los territorios en cuestión. La condena de una corte eclesiástica significaba automáticamente una condena y una punición de parte del Tribunal Real o Imperial. Es más, una excomunión se traducía automáticamente en una sentencia como criminal de parte del tribunal del Rey o del Emperador. El ligamen entre el tribunal del Estado y el local del Príncipe Obispo se soldó indisolublemente.
La emanación de esta ley se relacionaba directamente con la posterior Statutum in favorem principum que sancionaba similares derechos para los príncipes laicos. El poder de los señores aumentaba, pero crecía también la capacidad de control sobre el territorio del imperio y sobre las ciudades. De este modo, Federico II sacrificó la centralización del poder para asegurarse una mayor tranquilidad en la parte continental del Imperio mismo, de modo de poder volver su atención sobre el frente meridional y mediterráneo.
Federico pudo entonces dedicarse a consolidar las instituciones del Reino de Sicilia, estableciendo dos grandes asentamientos en Capua y en Mesina (1220-1221). En aquellas ocasiones reivindicó que cada derecho regio confiscado en el pasado a diverso título a los feudatarios devenía inmediatamente reintegrado al soberano. 

### La Sexta Cruzada

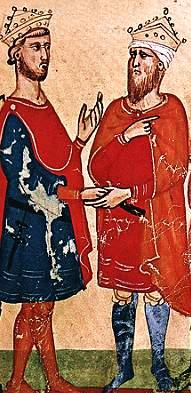
Federico II negocia con Al-Kamil.

Ya el papa Honorio III había ordenado a Federico que fuera a las Cruzadas como penitencia. El emperador había asentido, pero había ido demorando la partida, lo que le valió la excomunión en 1227. El nuevo papa, Gregorio IX, mucho menos condescendiente que el débil Honorio III, llegó a calificar a Federico de Anticristo, y predicó un infructuosa cruzada contra él, que fue rechazada de lleno por el resto de monarcas europeos, al considerar que, aunque excomulgado, Federico seguía siendo cristiano. La ruptura con el papado era evidente, y las acciones de Federico en Sicilia lo confirmaban. En 1225 Federico había contraído de nuevo matrimonio, esta vez con Yolanda de Jerusalén, heredera al trono del Reino de Jerusalén. A fin de hacer valer los derechos de su esposa, consiguió deponer al entonces rey titular Juan de Brienne y ser reconocido él mismo como Rey de Jerusalén a partir de 1225. 
Pese a ello, Federico, que nunca dispuso de un gran número de tropas, no se decidía a marchar a Tierra Santa. Cuando Gregorio IX lo excomulgó en 1227, había amagado con partir hacia Palestina, pero había cancelado su expedición en último momento aduciendo haber caído enfermo, algo que no convenció al Papa. Finalmente, aprovechando un momento de debilitamiento del poder musulmán en Oriente Próximo, Federico partió hacia Palestina en 1228 sin la bendición papal. Este acto fue visto por el papado como una provocación, pues se realizaba sin su consentimiento y por parte de un excomulgado; por todo ello, lo volvió a excomulgar.
En Tierra Santa, el sultanato egipcio ayubí (fundado por Saladino) se encontraba en una posición política comprometida: sus parientes y rivales de Siria y Mesopotamia amenazaban con una guerra, por lo que consideraba peligroso comenzar una nueva contienda con las potencias occidentales. Por ello, Federico, con un reducido ejército, consiguió reconquistar Chipre, que se encontraba en un estado de anarquía tras el colapso del poder cruzado. En Tierra Santa, y gracias a la ayuda de su consejero, el maestre de la Orden Teutónica, Hermann von Salza, firmó una tregua de diez años con el sultán ayubí Al-Kamil a cambio de la posesión, en realidad, de modo nominal, de los Santos Lugares Cristianos, entre ellos Nazaret, Belén y Jerusalén, exceptuando los lugares santos para el Islam. Tras firmar un armisticio de diez años con el sultán, fue coronado rey de Jerusalén el 18 de marzo de 1229.
Esto, de nuevo, fue una provocación para el papado, puesto que, en el ínterin, su esposa y legítima reina, Yolanda, había muerto, dejando el reino a su único hijo, Conrado. Así, Gregorio IX no respondió a estos éxitos con la absolución de Federico, sino que declaró que las acciones del emperador en Tierra Santa no podían calificarse como guerra santa al continuar estando excomulgado, y procedió a liberar a los cruzados del voto de obediencia al Emperador. Los logros de Federico II en Tierra Santa fueron bastante precarios, y dependían más de la coyuntura política árabe que del poderío cristiano; no pudo evitar los enfrentamientos entre las Órdenes Militares y los barones locales, ni entre venecianos y genoveses, que asolaban la costa de oriente próximo.
Por su parte, en 1229 tuvo noticia de que el papa, junto a la Liga Lombarda de mayoría güelfa, planeaban invadir el reino de Sicilia; su propio hijo Enrique, regente suyo en Alemania, se había proclamado rey con el consentimiento papal, y reclamaba los dominios de su padre. Abandonó la cruzada y regresó apresuradamente a Italia.

### Lucha contra el papado
Tras desembarcar en Brindisi, Federico logró derrotar a las fuerzas pontificias y lombardas, expulsándolas de los territorios imperiales. Firmó en 1230 el Tratado de San Germano, por la que el Emperador aseguraba a la Iglesia sus posesiones territoriales a cambio de que el papa revocara su excomunión. Tras esta contienda, Federico, con el apoyo de las ciudades gibelinas de la Toscana (Pisa y Siena) y la Lombardía (Verona y Piacenza) consiguió un cierto dominio de Italia.
Esta paz fue, sin embargo, muy efímera. Por la diferente forma de concebir el papado y el pontificado entre Gregorio IX y Federico II, un nuevo enfrentamiento era ineludible. Así, cuando en 1237 las tropas imperiales derrotaron a la Liga Lombarda en la batalla de Cortenuova, el papa encontró la excusa para volver a excomulgar a Federico en 1239. Inmediatamente ordenó una cruzada contra el emperador, e intentó infructuosamente que los príncipes alemanes eligieran un nuevo rey y convocó un concilio en Roma para 1241.
Federico anunció, por su parte, su oposición total a la celebración de un concilio que no tenía otra motivación que la de su deposición y sustitución, por lo que ordenó a sus tropas que apresaran a todos los que viajaran a Roma con la intención de participar en el mismo. La detención y encarcelamiento de más de cien clérigos impidió la celebración del sínodo. Poco después fallecía Gregorio IX.
Elegido Inocencio IV como nuevo papa, Federico envió emisarios para acordar la paz, pero sin renunciar a su poder e influencia en las decisiones eclesiásticas. Inocencio IV exigió de Federico el reconocimiento del daño que había causado a la Iglesia. Finalmente llegaron ambas partes a un acuerdo el 31 de marzo de 1244. En el mismo se restituía a la iglesia en sus posesiones, especialmente los Estados Pontificios, y se liberaba a los prelados favorables al Papa que mantenía presos. Aunque había firmado la paz con él gracias a la mediación del rey de Francia, se sintió incómodo en Italia por la presencia de la milicia imperial y decidió refugiarse en Lyon con el apoyo de los genoveses.
Inocencio IV convocó, nada más llegar a la ciudad, el 3 de enero de 1245 el Concilio de Lyon pese a la oposición del emperador. Sintiéndose fuerte, Inocencio procedió a acusar a Federico de usurpar y oprimir los bienes de la iglesia, y terminó por excomulgarlo el 17 de julio del mismo año, por no organizar una nueva Cruzada.

### La batalla de Parma

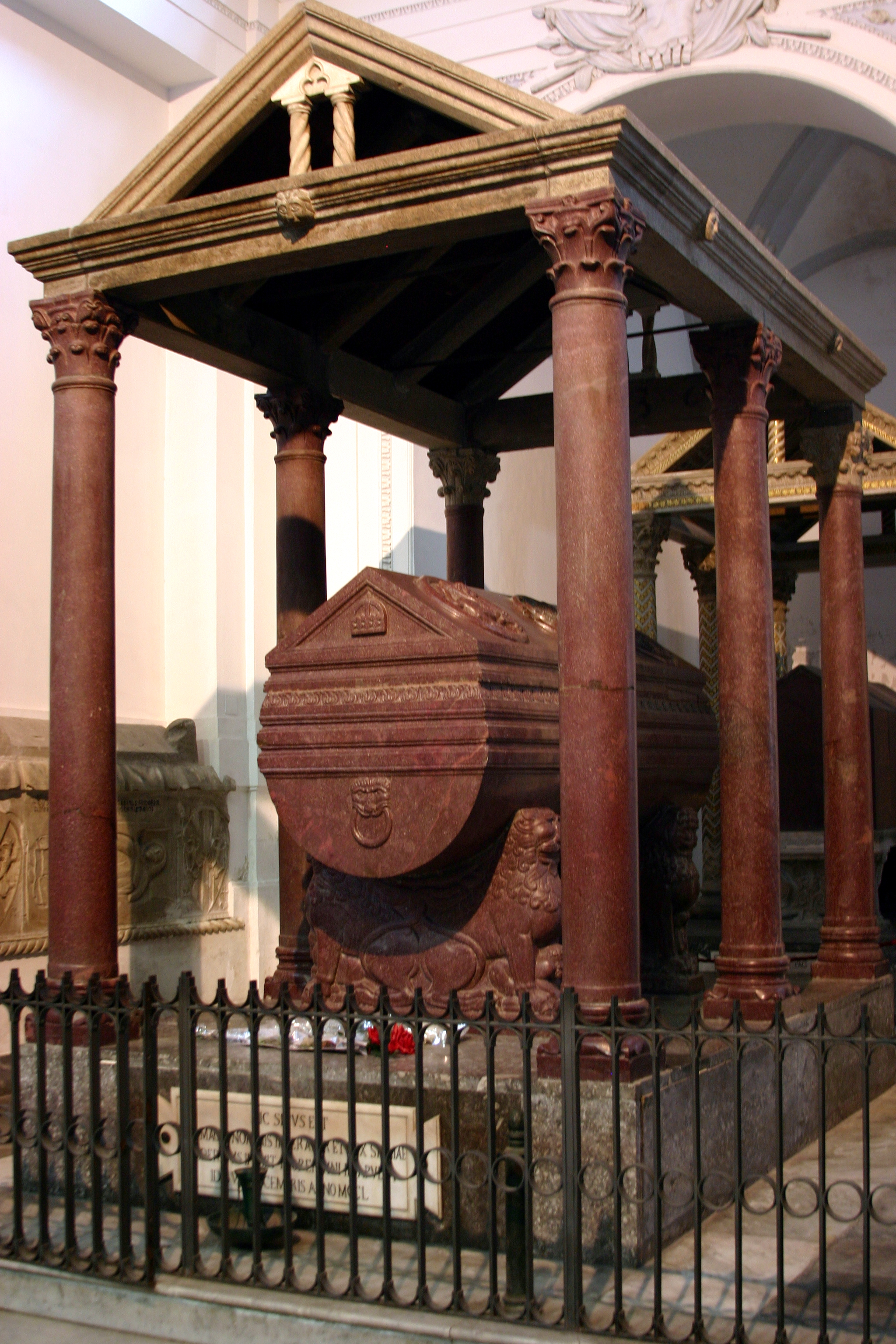
Sarcófago de Federico II
Catedral de Palermo.

Federico organizó tropas para enfrentarse al papado. Inocencio IV, por su parte, pretendió organizar una cruzada contra el propio emperador movilizando a los príncipes alemanes. En ese camino pretendió la elección de Enrique Raspe y, aunque este fue proclamado Emperador el 22 de mayo de 1246, nunca fue reconocido como tal. Al mismo tiempo provocó el alzamiento contra el emperador de muchas ciudades del norte de Italia. Obtuvo una importante victoria el 18 de febrero de 1248 en la batalla de Parma, al capturar por sorpresa las tropas papales el campamento imperial. 
No tomó parte en esta última campaña. Federico había estado enfermo y probablemente se sentía cansado. Murió pacíficamente, vistiendo el hábito de un monje cisterciense, el 13 de diciembre de 1250 en Castel Fiorentino cerca de Lucera, en Apulia, después de un ataque de disentería [cita requerida].

## Stupor mundi
Fue conocido en su tiempo como «stupor mundi» ("asombro del mundo") por su carácter excéntrico y heterodoxo y por sus extensos conocimientos. De él se dice que hablaba nueve lenguas (entre ellas latín, siciliano, alemán, francés, griego y árabe) y escribía en siete, a diferencia de otros monarca y nobles de su época, muchas veces analfabetos. Su curiosidad intelectual lo llevó a fundar la escuela poética siciliana, y a profundizar en la filosofía, la astronomía, las matemáticas, la medicina y las ciencias naturales. En 1224 fundó la Universidad de Nápoles. Introdujo el estudio del Derecho Romano, con las glosas de Justiniano reelaboradas por estudiosos de la Universidad de Bolonia. Favoreció también la antigua Escuela Médica Salernitana.
Escribió algunos libros: uno de los más conocidos es De arte venandi cum avibus, un tratado de cetrería considerado como el primer libro moderno de ornitología, y también un libro simbólico y filosófico y algunos poemas. 
Como su padre Enrique VI, Federico estableció una corte cosmopolita, abierta a gentes de todas las naciones, incluido su tesorero de origen africano, Johannes Morus.
Su carácter fue tildado de extravagante, ya que despreciaba las convenciones sociales de la época, tales como las relaciones de vasallaje o el concepto de honor caballeresco. Esto motivó la desconfianza de algunos de sus aliados, quienes desconfiaban de sus intenciones políticas. Los historiadores han considerado a Federico II como un monarca europeo que anticipa el Renacimiento, un príncipe cuya corte era la más importante de la Edad Media, quien pretendía modernizar sus estados. Esta idea de un soberano renovador comenzó ya en sus propios tiempos. Algunos autores reivindicaron esta concepción, pero otros, siguiendo la tradición de la Iglesia, lo calificaron como anticristiano.
Los medievalistas modernos ya no aceptan estas ideas. Argumentan que Federico se entendía a sí mismo como un monarca cristiano en el sentido de un emperador bizantino, por lo tanto, como el "regente" de Dios sobre el mundo. Esta ideología,  que afirmaba que el emperador del Sacro Imperio Romano Germánico era el sucesor legítimo de los emperadores romanos, chocaba con la pretensión papal de sumisión del Imperio ante la Iglesia.
De este modo, el enfoque moderno del reinado de Federico II tiende a centrarse en la continuidad entre Federico y sus predecesores normandos, los reyes de Sicilia, y los anteriores emperadores. David Abulafia, en su biografía de Federico II subtitulada "Un emperador medieval", sostiene que la reputación de Federico como una figura ilustrada adelantada a su tiempo es inmerecida, y que Federico era principalmente un monarca convencionalmente cristiano que buscaba gobernar de una manera medieval.

#### Prácticas experimentales
Seguidor de los usos, maneras y protocolos refinados de las cortes orientales con las que mantenía relaciones tanto diplomáticas como científicas, seguía unas prácticas experimentales poco ortodoxas.
El cronista franciscano Salimbene di Adam (1221 – c. 1290) relató en su Crónica que, en su interés por dilucidar cuál era la lengua originaria de la humanidad, Federico II ordenó aislar a dos bebés de todo contacto verbal, esperándose que los niños, al crecer sin haber oído nunca a nadie hablar en ningún idioma, aprendieran espontáneamente a hablar en la lengua original de la Humanidad, que Federico sostenía que era el hebreo. El experimento fracasó porque las ayas de los niños le enseñaron a hablar a escondidas.
También encerró a un preso en una barrica para cuando llegase su muerte se pudiera observar la salida del alma. En otra ocasión abrió a dos personas vivas para así poder comparar los efectos del sueño en uno y los efectos que tenía el ejercicio físico en el proceso digestivo.
Para sus investigaciones sobre biología creó un gran zoológico en el que había leopardos, leones, camellos, elefantes y otros animales entre los que destacaba la primera jirafa que se conoció en Europa.

#### Legado
Tras su muerte su corte siguió siendo un gran centro de investigación y de traducción de la ciencia árabe en las épocas de Manfredo de Sicilia y de Carlos de Anjou en el que destacó Hermann el Alemán.
Tal fue el afán de su corte por la traducción y la acumulación de libros de origen musulmán que Ibn Abdun amonestó a los reyes de las taifas para que no entregasen libros a cualquiera (cristianos) sobre su ciencia y filosofía salvo los que tratasen de su ley.

## Nupcias y descendencia
- Primera esposa: Constanza de Aragón y de Castilla (1179-1222), hija del Rey Alfonso II de Aragón. Matrimonio: 15 de agosto de 1209, en Mesina, Sicilia.

- Enrique II de Suabia (1211-1242), Rey de Romanos.

- Segunda esposa: Yolanda de Jerusalén, Reina de Jerusalén (1211-1228). Matrimonio: 9 de noviembre de 1225, en Brindisi, Apulia.

- Margarita (noviembre de 1226 - agosto de 1227).
- Conrado IV, Rey de Romanos.

- Tercera esposa: Isabela de Inglaterra (1214-1241), hija del Rey Juan I de Inglaterra. Matrimonio: 15 de julio de 1235, en Worms, Alemania.

- Jordan (nacido en la primavera de 1236, no logró sobrevivir al año). A este niño se le dio el nombre de pila Jordan porque fue bautizado con agua traída para tal efecto desde el río Jordán.
- Inés (n y m. 1237).
- Enrique Otto (18 de febrero de 1238 - mayo de 1253), en honor de Enrique III de Inglaterra tío suyo, fue nombrado gobernador de Sicilia y se comprometió a convertirse en Rey de Jerusalén después de la muerte de su padre, pero él también murió tres años después y nunca fue coronado. Fue prometido con sobrinas del Papa Inocencio IV, pero nunca se casó con ninguna.
- Federico (1239-1240)
- Margarita de Sicilia (1 de diciembre de 1241 - 8 de agosto de 1270), casada con Alberto II de Meissen.

Federico tenía una relación con Bianca Lancia, posiblemente a partir de 1225. Una fuente afirma que duró 20 años. Ella le dio tres hijos:
- Constanza II de Hohenstaufen (1230 - abril de 1307), casada con Juan III Ducas Vatatzés.
- Manfredo de Sicilia (1232 - muerto en batalla, Benevento, 26 de febrero de 1266), primer regente, más tarde rey de Sicilia.
- Violante (1233-1264), se casó con Ricardo Sanseverino, Conde de Caserta.

Mateo de París relata la historia de un matrimonio in articulo mortis (en su lecho de muerte) entre Federico y Bianca, cuando esta última agonizaba; pero este matrimonio nunca fue reconocido por la Iglesia. Sin embargo, los niños de Bianca fueron considerados al parecer por Federico como legítimos, algo que se evidencia por el matrimonio de su hija Constanza con el emperador de Nicea; por su propia voluntad nombró a Manfredo príncipe de Tarento y regente de Sicilia.

## Amantes y descendencia ilegítima
- Condesa Siciliana de nombre desconocido. Fue la primera amante conocida de Federico II, rey en este tiempo de Sicilia. Su filiación exacta se desconoce, pero el Thomas Tusci Gesta Imperatorum et Pontificum, declaró que era una noble condesa heredera, del reino de Sicilia. Le dio un hijo:

- Federico de Pettorana, que huyó a España con su esposa y sus hijos en 1240, pero sus dos hijos murieron allí a la edad de dos y uno.

- Adelaida de Urslingen (C. 1184 - c 1222). Su relación con Federico II se llevó a cabo durante el tiempo que estuvo en Alemania (entre 1215 y 1220). De acuerdo con algunas fuentes, que estaba relacionado con la familia Hohenburg bajo el nombre de Alayta de Vohburg (en italiano: Alayta di Marano), pero la teoría más aceptada indica que ella era la hija de Conrado de Urslingen, el conde de Asís y duque de Spoleto.

- Enzio de Cerdeña (1215-1272).

- Dama de nombre desconocido, de la familia de los duques de Spoleto. Esta relación sólo se expone en Medlands. Otras fuentes (incluido Medlands) también declaran que Catalina era una hermana de Enzio y, en consecuencia, también hija de Adelaida de Urslingen.

- Catalina de Marano (1216/18 - 1272), que se casó en primer lugar con un desconocido y en segundo lugar con Giacomo del Carretto, marqués de Noli y Finale.

- Matilda o María de Antioquía.

- Federico de Antioquía (1221-1256).

- Manna, hermana del arzobispo de Mesina.

- Ricardo de Chieti (1225 - 26 de mayo de 1249).

- Richina (Ruthina) de Beilstein-Wolfsöden (c. 1205-1236). Según Medlands, ella era la esposa del conde Godofredo de Löwenstein e hija del conde Bertoldo de Beilstein y su esposa Adelaida de Bonfeld.

- Margarita de Suabia (1230-1298), se casó con Tomás de Aquino, conde de Acerra.

- Damas de nombre desconocido:

- Selvaggia (1223-1244), casada con Ezzelino III de Roma
- Blanca Flor (1226-1279), monja dominicana en Montargis, Francia.
- Gerardo (muerto después de 1255).

## Federico II, emperador de los últimos días[12]
Según una versión Federico II declaró a Cristo, Moisés y Mahoma un trío de impostores (se atribuye a Averroes un escrito del tema) y desconoció abiertamente la autoridad papal, siendo ésta la verdadera causa por la que fue excomulgado por Gregorio IX e Inocencio IV, y por el primer concilio ecuménico de Lyon (1245), que lo depuso como emperador por perjuro, hereje y perturbador de la paz. Su respuesta habría sido crear una nueva religión, de la que se proclamó Mesías, reservando a su ministro Pietro della Vigna el rango de San Pedro.
Federico II fue objeto de sorprendentes esperanzas escatológicas. De hecho, todo lo que los franceses habían esperado de los capetos y Carlomagno, los alemanes lo esperaban de él. 
Al morir Federico Barbarroja en 1190, comenzaron a aparecer profecías en Alemania que hablaban de un futuro Federico, emperador de los últimos días, que liberaría el Santo Sepulcro y prepararía el camino para la segunda venida de Jesucristo y el milenio. Su brillante personalidad favoreció el nacimiento de un mito mesiánico. Marchó a la cruzada en 1229 y reconquistó Jerusalén, coronándose rey de la misma. Tuvo conflictos encarnizados con el papado, fue varias veces excomulgado como hereje, perjuro y blasfemo, de lo que se vengaba tratando de despojar a la iglesia de la riqueza que supuestamente era el origen de su corrupción. 
Joaquín de Fiore en la "Concordia dell'antico e nuovo Testamento", habiendo comparado a Jesucristo con Salomón, hijo predilecto del rey David, equipara a Federico II con Absalón, hijo rebelde de aquel. Para todos los joaquinistas, Federico II era tenido como el Anticristo, o al menos uno de sus precursores. Joaquín de Fiore habría profetizado su nacimiento de Constanza, esposa de Enrique VI, quien sería el futuro y más peligroso enemigo de la Iglesia. Posteriormente, cuando los espirituales franciscanos retomaron sus escritos los tergiversaron hasta el infinito. En el pseudo joaquinista “Comentario sobre los últimos días”, escrito en 1241, se pronosticaba que Federico II perseguiría tanto a la Iglesia que en el año 1260 quedaría totalmente destruida. Para los espirituales italianos, el emperador era el Anticristo en persona, y su reino, la nueva Babilonia. En Alemania, en cambio, seguía siendo visto como el salvador o Mesías, cuya misión abarcaba el castigo de la iglesia.
Para sorpresa de todos, Federico II murió en el año 1250, diez años antes del pronosticado fin del mundo, sin poder llegar a cumplir su misión escatológica. Pronto comenzó a rumorearse que seguía vivo. Más aún, habría resucitado, pues había sido visto entrar en los cráteres del Etna, mientras un ejército de caballeros descendía hacia el embravecido mar siciliano. De esta forma nació la leyenda del rey bajo la montaña, que fue popularizada por los hermanos Grimm y posteriormente se aplicó de manera retrospectiva a Carlomagno y Federico Barbarroja.
Tal leyenda dio pábulo para que muchos años después apareciera un pretendido Federico II resucitado, causando gran revuelo en Italia y Alemania, siendo a la postre ejecutado cuando la farsa fue descubierta.

## Sucesión
| Predecesor: Enrique VI          | Rey titular de Romanos 1196-1198                                                 | Sucesor: Felipe de Suabia                                   |
| Predecesor: Otón IV             | Rey de Romanos 1212-1215 Rey rival 1215-1220 Rey legítimo                        | Sucesor: Enrique (VII) (1220-1235) y Conrado IV (1237-1254) |
| Predecesor: Otón IV             | Emperador del Sacro Imperio Romano Germánico 1220-1250                           | Sucesor: Enrique VII                                        |
| Predecesor: Constanza I         | Rey de Sicilia 1198-1250 Junto con Enrique de Hohesntaufen desde 1212 hasta 1217 | Sucesor: Conrado                                            |
| Predecesor: Yolanda (1212-1228) | Rey de Jerusalén 1225-1228                                                       | Sucesor: Conrado II                                         |
| Predecesor: Otón IV             | Duque de Suabia 1212-1216                                                        | Sucesor: Enrique II                                         |

## Cultura popular
Federico II Hohenstaufen es uno de los protagonistas —y el que da nombre al libro— de la novela Imperator (2010) de Isabel San Sebastián.